# Caso Pietro Psaier
Il caso Pietro Psaier riguarda l'attribuzione di centinaia di quadri firmati con quel nome, comparsi sul mercato internazionale intorno al 1996 per essere venduti da prestigiose case d’aste, incluse Christie’s, Sotheby’s e Bonhams, ed esposti in diverse mostre in cui l'artista veniva definito collaboratore di Andy Warhol.

## Storia
Nel 2008 la casa d'aste Nicholson's annullò la vendita dei quadri in catalogo in seguito alle voci, sempre più insistenti, che mettevano in dubbio che Pietro Psaier fosse mai realmente esistito.
Nella presunta biografia dell’artista si affermava che Psaier fosse un pittore nato in Italia, nei dintorni di Roma, nel 1936 e avesse iniziato a lavorare negli anni cinquanta disegnando automobili per Enzo Ferrari.
Negli anni sessanta si sarebbe trasferito a Madrid e quindi a New York dove, lavorando come cameriere al Gaslight Café del Greenwich Village, avrebbe incontrato l'artista Andy Warhol, divenendone amico col nomignolo di "Peter l'italiano" e frequentando spesso "The Factory", lo studio di Warhol.
Durante gli anni settanta, Psaier avrebbe lavorato su commissione per conto di famose star della musica e del cinema, producendo opere tra l'altro per Keith Moon, Oliver Reed, Michael Caine. Nel 1974, sempre secondo l'agiografia, sarebbe stato premiato dall'Italian American Institute di New York.
A metà degli anni ottanta Psaier dopo aver vissuto tre mesi a New York con Jean-Michel Basquiat, avrebbe intrapreso un viaggio in Tibet e Nepal per poi tornare a lavorare a Madrid e, di nuovo, negli Stati Uniti. Le sue successive peregrinazioni l’avrebbero infine portato in Sri Lanka, dove drammaticamente la sua casa in riva all'oceano sarebbe stata distrutta dal terribile tsunami del 26 dicembre 2004 senza che il suo corpo venisse mai ritrovato.

## Testimoni
I primi dubbi, pubblicati dal sito warohlstars.org, si sono ingigantiti congiuntamente all'impossibilità di confermare molte notizie della biografia in mancanza di una completa documentazione e della testimonianza di chi è deceduto prima dell'inizio della controversia.
Nessuno di coloro che facevano parte della Factory, e che sono ancora in vita, ricorda questa persona. Ad esempio Vincent Fremont, collaboratore di Warhol dal 1969, ha affermato di non aver conosciuto Pietro Psaier: «Ero sempre con Andy ed eseguivo i pagamenti dei collaboratori. Non ricordo nessun Psaier e non c'è alcun accenno a lui nei diari di Warhol. Se fosse esistito e avesse frequentato la Factory, non avrei potuto non incontrarlo».
Solo Carlos Langelaan Alvarez - sedicente amico e psichiatra di Psaier - ha dichiarato a un emissario della Nicholson in Spagna di avere avuto in cura Psaier tra il 1979 e il 1992: «Era un artista completo, con qualche problema di droga. Nel 1983 mi ha fatto conoscere Warhol, che era venuto a vedere i suoi lavori alla galleria Fernando Vijande di Madrid».

## Mostre
Nonostante i dubbi, le opere attribuite a Psaier hanno continuato ad essere sporadicamente esposte in eventi pubblici e gallerie private. Nel 2012, ad esempio, a Follonica, Porto Santo Stefano e altre località, figurano in una mostra itinerante in cui il nome è associato a Warhol in quella che il curatore definisce una "vicenda-leggenda".
Ancora nel 2018 la galleria John Nicholson proponeva la vendita all’asta dei dipinti firmati “Pietro Psaier”.
Molti collezionisti, infatti, non sarebbero interessati alle controversie sulla sua esistenza, ma solo al pregio artistico delle opere.